# Pandoure

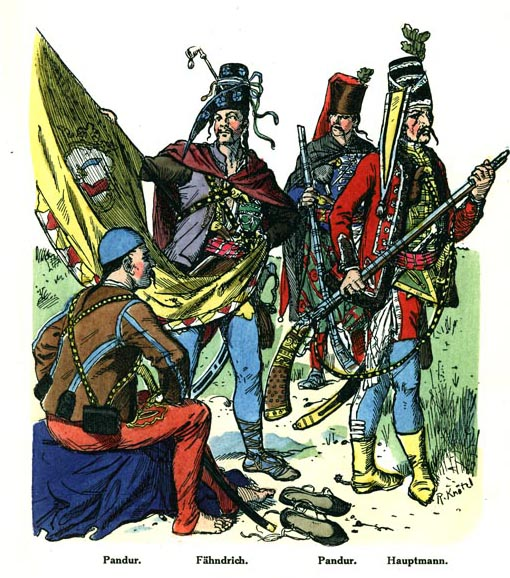
Pandoures croates de l'impératrice Marie-Thérèse d'Autriche (1742).

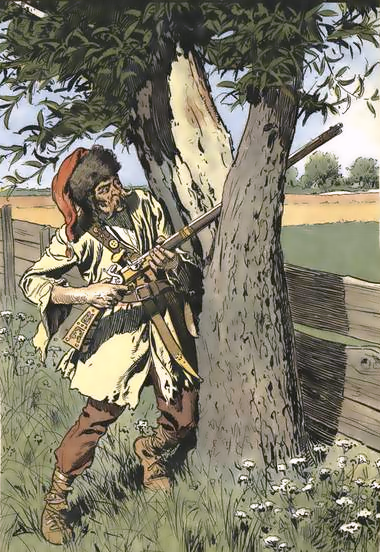
Type de Pandour autrichien en 1760.

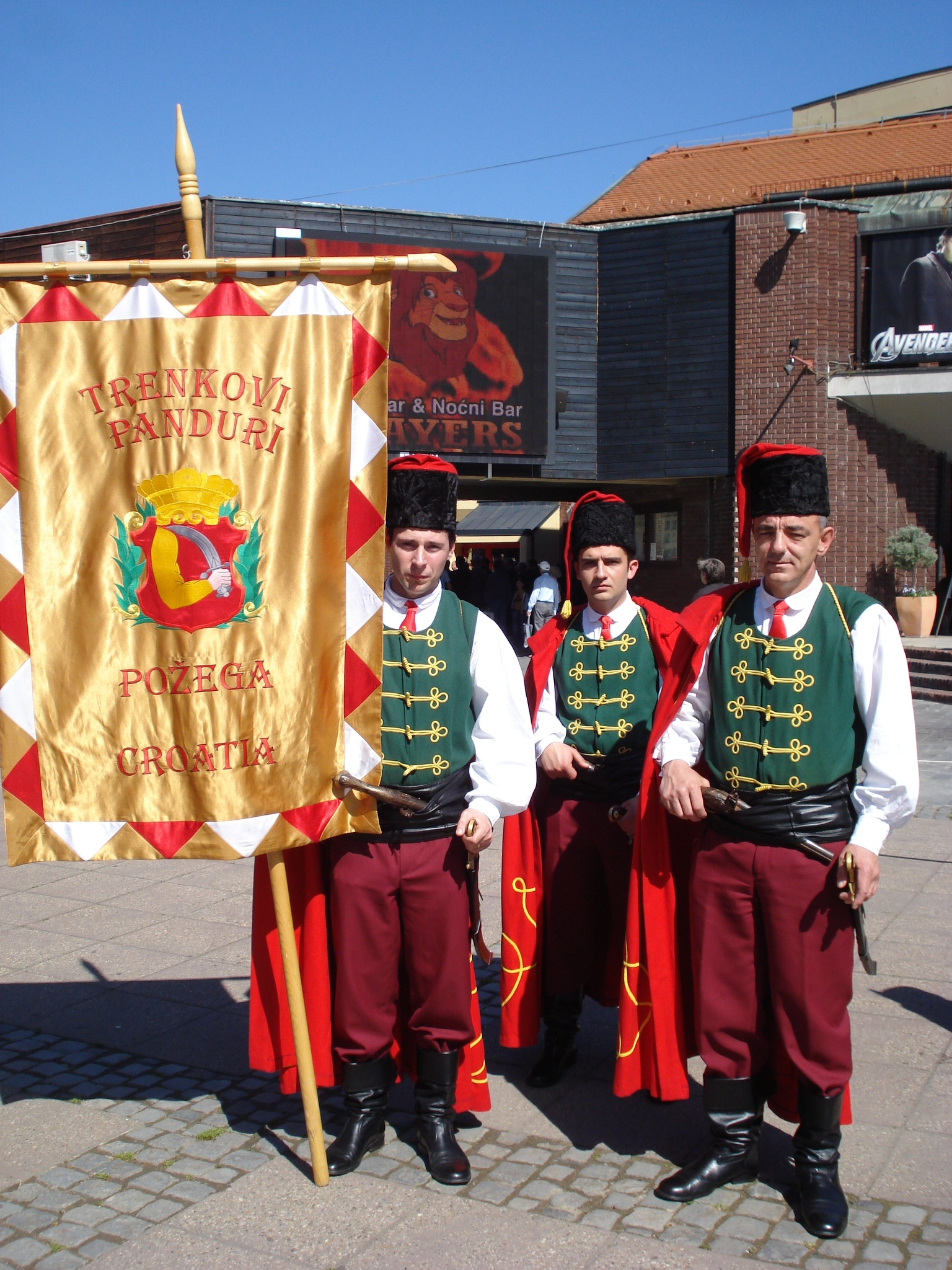
"Pandoures de Trenck" à Požega, aujourd'hui.

Le terme pandoure ou pandour désigne à l’origine les gardes des boyards dans les principautés chrétiennes vassales de l'Empire ottoman ; plus tard, ils sont présents dans les armées de l’Empire des Habsbourg d'Autriche comme troupes irrégulières (unités auxiliaires mobiles de cavalerie légère et d’infanterie) ou comme gardes impériaux.
Aujourd'hui, le terme de Pandur est parfois utilisé en allemand pour désigner un homme ou un soldat brutal. 
Pandur est également le nom d'un véhicule de combat moderne de fabrication autrichienne.

## Étymologie
Son origine n'est pas déterminée avec certitude : on le relie soit au mot italien bandire (« bannir »), d'où bandito (« banni », puis « bandit »), soit à un ancien mot serbe puntar (« rebelle »), venant de l'allemand Bund (« alliance » dans l'ancien sens de « complot, rébellion ».
Le terme « pandoure » est probablement à l’origine du mot français « pandore », désignant un gendarme. Cet emploi est attesté en 1853 dans la chanson Pandore, ou les deux gendarmes de Gustave Nadaud (1820–1893). Ce passage au français s'explique par les contacts divers qui ont eu lieu au cours de l'histoire entre des pandoures et des Français, notamment en Alsace en 1744 et dans les îles Ioniennes pendant le règne de Napoléon.

## Histoire

### Dans les principautés chrétiennes vassales des Ottomans
Les « pandoures » sont signalés dès la fin du Moyen Âge dans les principautés danubiennes vassales de l'Empire ottoman (Moldavie, Valachie et Serbie). Le terme de « pandoure » correspond aux corps de garde des boyards et des voïvodes roumains. Ils sont distincts de l’armée régulière de ces principautés : dorobanți (infanterie), călărași (cavalerie) ou roșiori (chevau-légers), ainsi que des mercenaires (arnaoutes) et des irréguliers (akindjis), qui relevent directement du Sultan ottoman. 

### Dans l'Empire des Habsbourg d'Autriche
Ils passent ensuite au service des Habsbourg. Ils sont particulièrement présents dans les territoires des « Confins militaires » (Militärgrenze) situés le long des frontières de l’Empire ottoman
Être pandoure représentait une possibilité d'ascension sociale pour les Slaves et les Roumains de l'Empire des Habsbourg, sujets de second rang par rapport aux Allemands et aux Magyars.
Une des unités de pandoures au service de l'Autriche les plus connues est celle du baron de Trenck pendant la guerre de Succession d'Autriche (1740-1748).
Dans l'Autriche-Hongrie de la fin du XIXe siècle, les « Pandoures » disparaissent en même temps que les Confins militaires, en 1881.

### Les pandoures du baron de Trenck en Alsace (1744)
En 1744, pendant la guerre de Succession d'Autriche, Saverne est prise par le baron de Trenck et le général Ferenc Nádasdy, appelé en France à l'époque « Général Nadasti ». Leurs troupes prennent notamment le contrôle du col de Saverne, situé sur la route royale de Strasbourg à Paris. Saverne est reprise par le duc d'Harcourt le 15 août 1744.
Cet épisode a laissé des traces dans la toponymie locale : un relais de poste près de Saverne était surnommé le « coupe-gorge des pandoures » et l'oppidum celtique du col de Saverne est toujours appelé « oppidum du Fossé des Pandours ». Le terme de « pandoure » est longtemps resté dans l'usage local pour évoquer une sorte de croquemitaine et la période de l’occupation de l’Alsace par les Autrichiens était appelée « le grabuge des pandoures » (Pandurenlärm).
Il a aussi suscité une légende, recensée par le folkloriste Auguste Stoeber au XIXe siècle. Selon cette légende, les pandoures occupent le château du Haut-Barr. Le jeune fils d'un fermier reste sur place, réfugié sur le plus haut rocher, se nourrissant du lait d’une chèvre qu’il a emmenée avec lui. De là-haut, il lapide les pandoures qui finissent par abandonner le château.

### Les pandoures des îles Ioniennes (1806-1814)
En 1800, dans la République des Sept-Îles, constituée dans les îles Ioniennes, prises par l’amiral Fiodor Ouchakov lors du siège de Corfou (1798-1799), les Russes forment une unité paramilitaire d’environ 3 000 réfugiés albanais installés dans les îles après leur défaite face à Ali Pacha, dans le pachalik de Janina. 
Quand l’armée française prend en charge l’administration de l’archipel en 1806, ces supplétifs albanais forment le corps des « Pandoures d’Albanie »,. 
Lors du retrait français en 1814, la plupart sont licenciés. Quelques-uns, qui n’étaient pas des Arvanites (chrétiens) mais des Tsàmides (musulmans), sont transférés dans l’escadron des mamelouks de la Garde impériale nouvellement réorganisé. Parmi les soldats licenciés, beaucoup s’engageront dans des unités organisées par les Britanniques, mais ils cessent alors d'être des « Pandoures ».

### Les pandoures de Tudor Vladimirescu (1821)
Par extension, on a appelé « pandoures » toute l’armée révolutionnaire de Tudor Vladimirescu, en 1821.
Pour la plupart, les « pandoures » de Vladimirescu étaient des ruraux sans terre issus des familles très nombreuses de l’époque. Vladimirescu les recrutait en parcourant les villages, un gros pain dans une main et un fusil dans l’autre. Ils lui ont permis de prendre Bucarest et d’y proclamer la République le 21 mars 1821, avant que les Ottomans rétablissent le Hospodar sur son trône, avec de sérieuses représailles (plus de 800 victimes en août).